# Thomas Teichmann
Thomas Teichmann (* 27. August 1957) ist ein ehemaliger deutscher Fußballspieler in der Abwehr. Er spielte für die BSG Energie Cottbus in der DDR-Oberliga.

## Karriere
Teichmann spielte in seiner Jugend von 1968 bis 1972 bei der BSG Stahl Eisenhüttenstadt und durchlief anschließend die Jugendabteilungen bei dem FC Vorwärts Frankfurt (Oder) bis zur ersten Mannschaft. Er debütierte in der Oberligasaison 1976/77 am 12. März 1977, als er am 18. Spieltag beim 2:0-Sieg gegen Rot-Weiß Erfurt in der Startelf stand. Dennoch galt er nur als Ersatzspieler. In der folgenden Spielzeit war Teichmann immerhin an den ersten drei Spieltagen in der Startelf gesetzt, wusste sich über die Saison nicht durchzusetzen und blieb bei acht Einsätzen. Sein erstes und einziges Tor in der Oberliga erzielte er am 3. Dezember 1977, als er am 13. Spieltag in der 11. Minute den 0:2-Führungstreffer gegen den FC Carl Zeiss Jena erzielte. Das Spiel endete 2:2. Nach insgesamt nur 22 Ligaspielen in fünf Spielzeiten ging Teichmann 1981 zur BSG Energie Cottbus, die gerade in die Oberliga aufgestiegen war. 1981/82 kam er auf 15 Einsätze. Nach dem direkten Wiederabstieg in die zweitklassige DDR-Liga spielte er noch 10 Mal für die erste Mannschaft der Cottbuser.